# Oshakati City
Der Oshakati City FC ist ein 1966 gegründeter Fußballverein aus Oshakati, Namibia.
In der Saison 2010/11 stieg die Mannschaft als Letzter aus der Namibia Premier League ab und spielt seither in der zweithöchsten Liga des Landes, der First Division (Northern Stream). Das Team wird von der First National Bank of Namibia unter dem Namen FNB Oshakati City gesponsert.